# Comuna Rimetea, Alba
Rimetea (în maghiară: Torockó, în germană: Eisenmarkt, Eisenburg) este o comună în județul Alba, Transilvania, România, formată din satele Colțești și Rimetea (reședința).

## Demografie
Componența etnică a comunei Rimetea
     Români (12,96%)
     Maghiari (85,07%)
     Necunoscut (1,59%)
     Altă etnie (0,35%)
Componența confesională a comunei Rimetea
     Ortodocși (13,76%)
     Romano-catolici (3,9%)
     Reformați (5,15%)
     Unitarieni (71,4%)
     Martori ai lui Iehova (2,75%)
     Necunoscută (1,59%)
     Altă religie (1,42%)
Conform recensământului efectuat în 2011, populația comunei Rimetea se ridică la 1.126 de locuitori, în scădere față de recensământul anterior din 2002, când se înregistraseră 1.213 locuitori. Majoritatea locuitorilor sunt maghiari (85,08%), cu o minoritate de români (12,97%). Pentru 1,6% din populație, apartenența etnică nu este cunoscută.
Din punct de vedere confesional, majoritatea locuitorilor sunt unitarieni (71,4%), dar există și minorități de ortodocși (13,77%), reformați (5,15%), romano-catolici (3,91%) și martori ai lui Iehova (2,75%). Pentru 1,6% din populație, nu este cunoscută apartenența confesională.

## Politică și administrație
Comuna Rimetea este administrată de un primar și un consiliu local compus din 9 consilieri. Primarul, Szilárd-Levente Deák-Székely[*], de la Uniunea Democrată Maghiară din România, este în funcție din octombrie 2020. Începând cu alegerile locale din 2024, consiliul local are următoarea componență pe partide politice:
|  | Partid                                 | Consilieri | Componența Consiliului | Componența Consiliului | Componența Consiliului | Componența Consiliului | Componența Consiliului | Componența Consiliului | Componența Consiliului |
|  | -------------------------------------- | ---------- | ---------------------- | ---------------------- | ---------------------- | ---------------------- | ---------------------- | ---------------------- | ---------------------- |
|  | Uniunea Democrată Maghiară din România | 7          |                        |                        |                        |                        |                        |                        |                        |
|  | Partidul Național Liberal              | 1          |                        |                        |                        |                        |                        |                        |                        |
|  | Partidul Social Democrat               | 1          |                        |                        |                        |                        |                        |                        |                        |

## Atracții turistice
- Biserica unitariană din satul Rimetea, construcție secolul al XVII-lea
- Biserica unitariană din Colțești
- Fosta mănăstire franciscană de la Colțești, construcție secolul al XVII-lea, monument istoric
- Cetatea Trascăului din satul Colțești, construcție secolul al XIII-lea
- Muzeul etnografic, din Rimetea
- Rezervația narurală "Cheile Vălișoarei"
- Rezervația naturală "Cheile Plaiului"
- Rezervația naturală "Cheile Siloșului" (3 ha)
- Piatra Secuiului
- Castrul roman de la Colțești

## Imagini

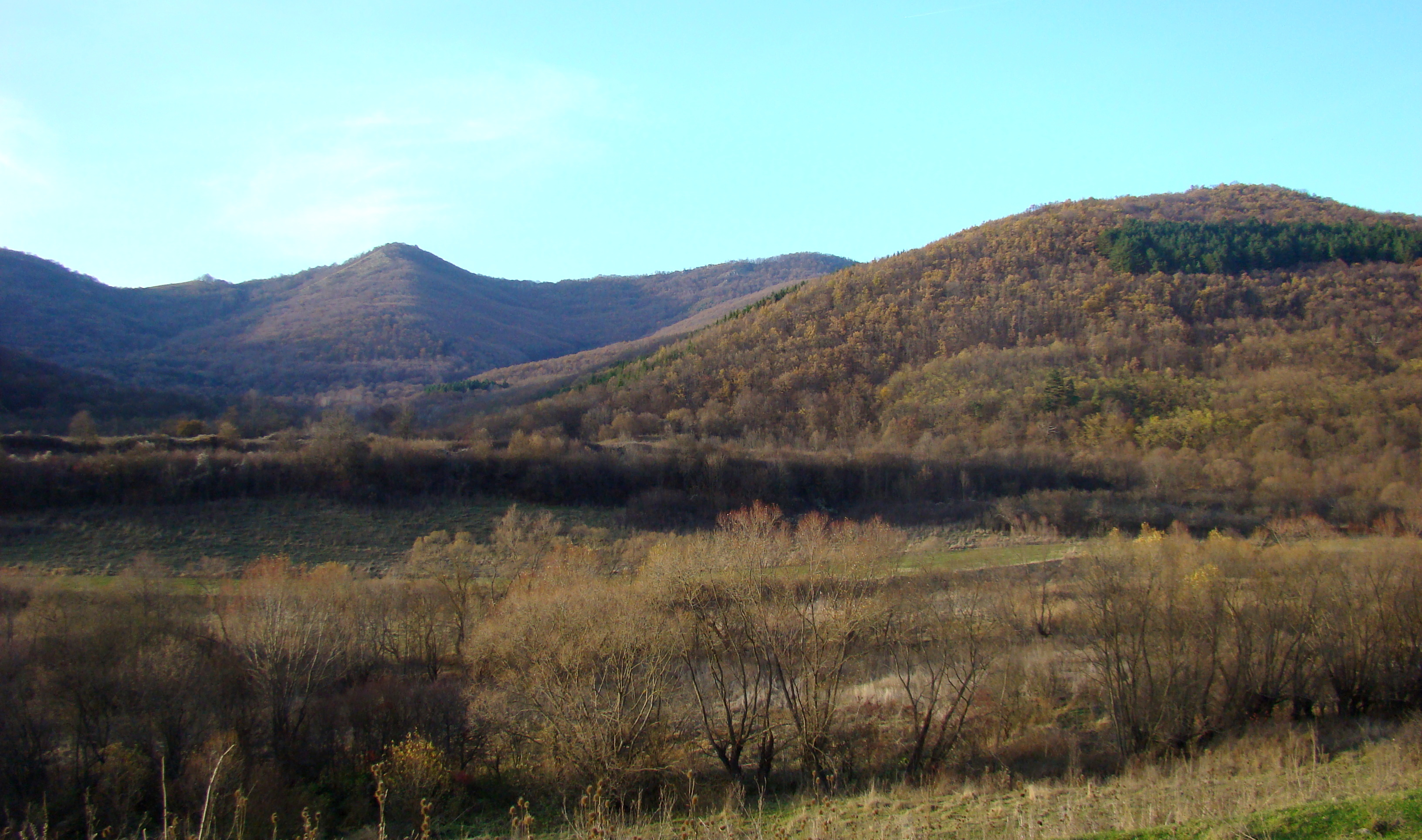
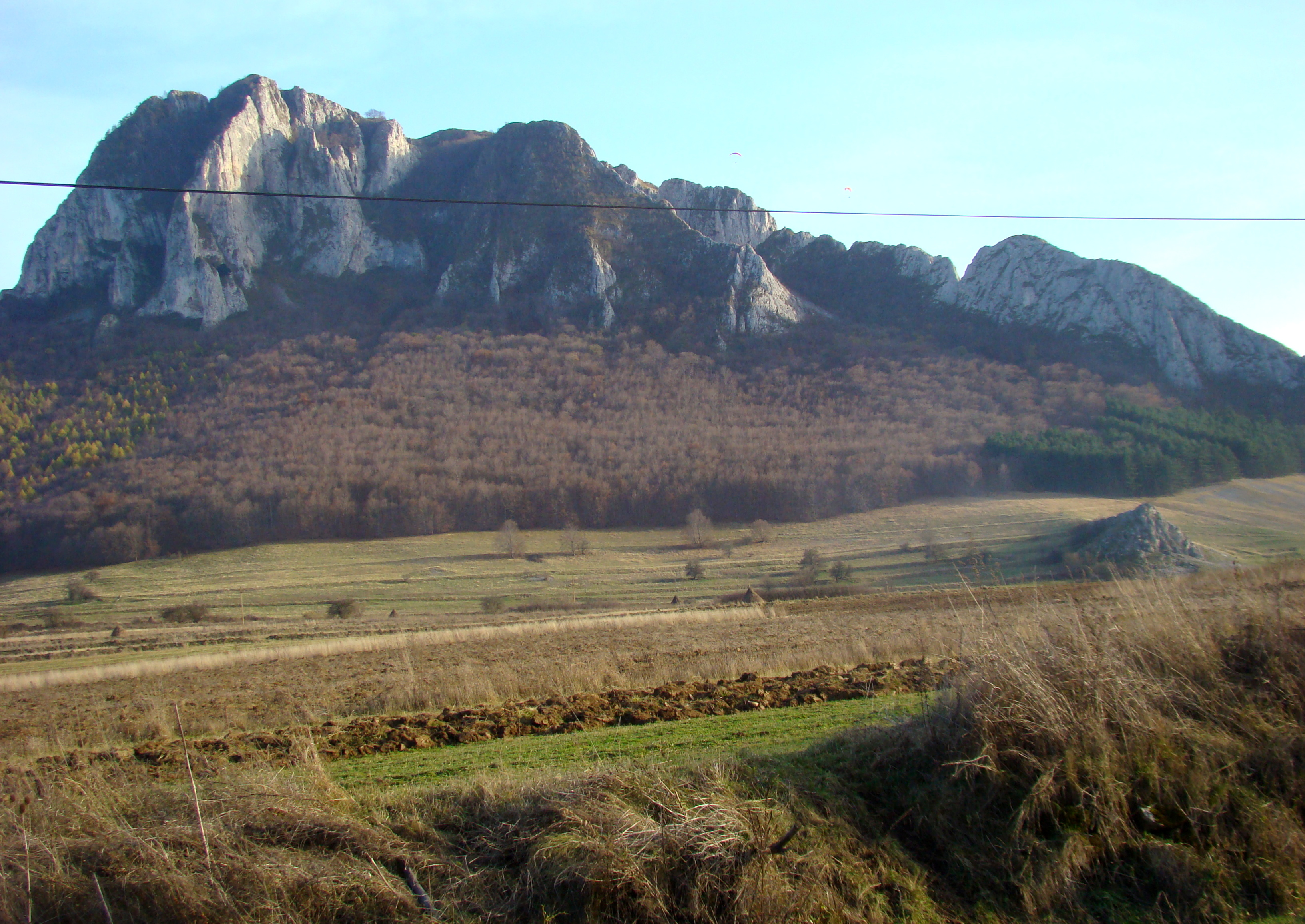
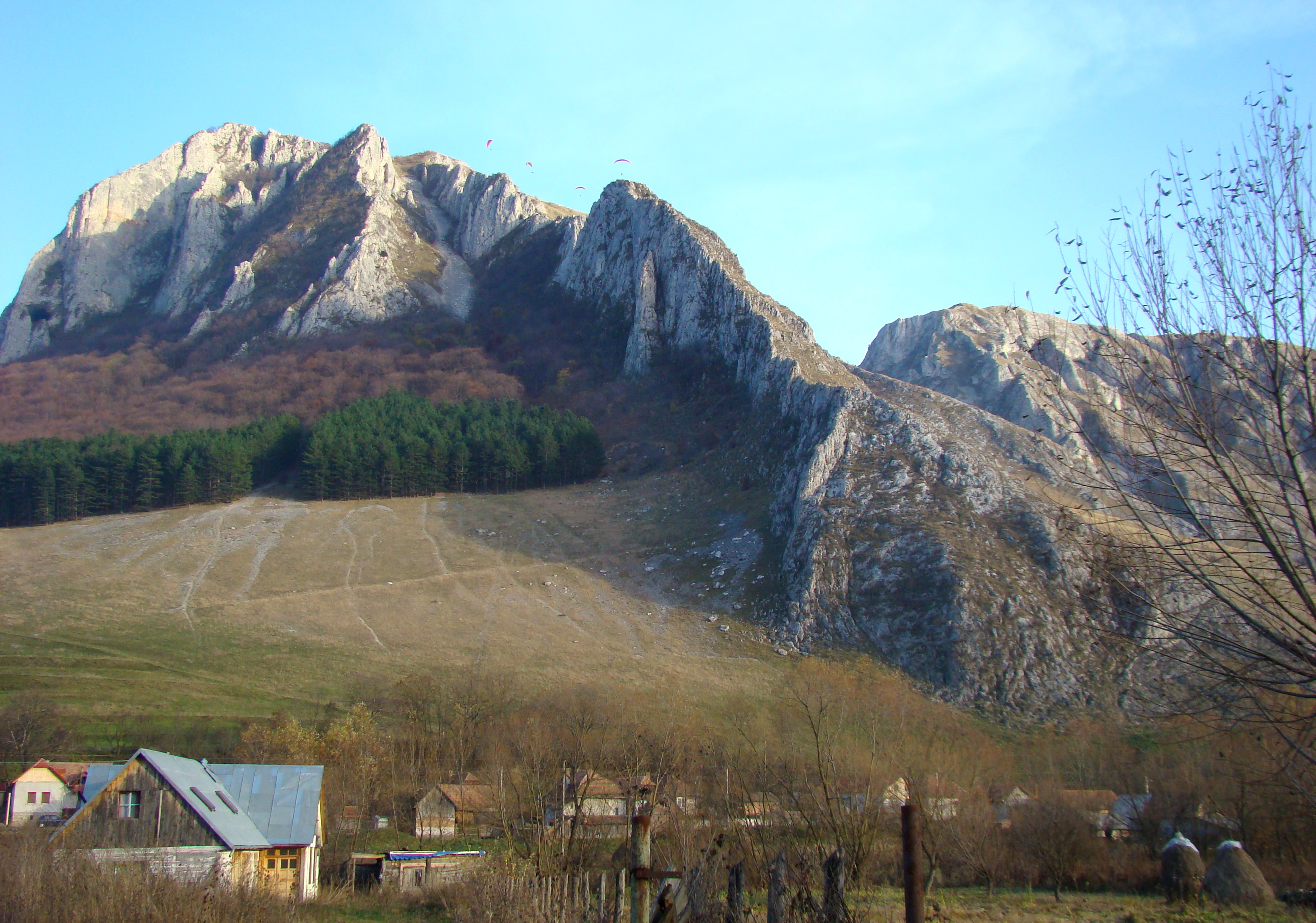
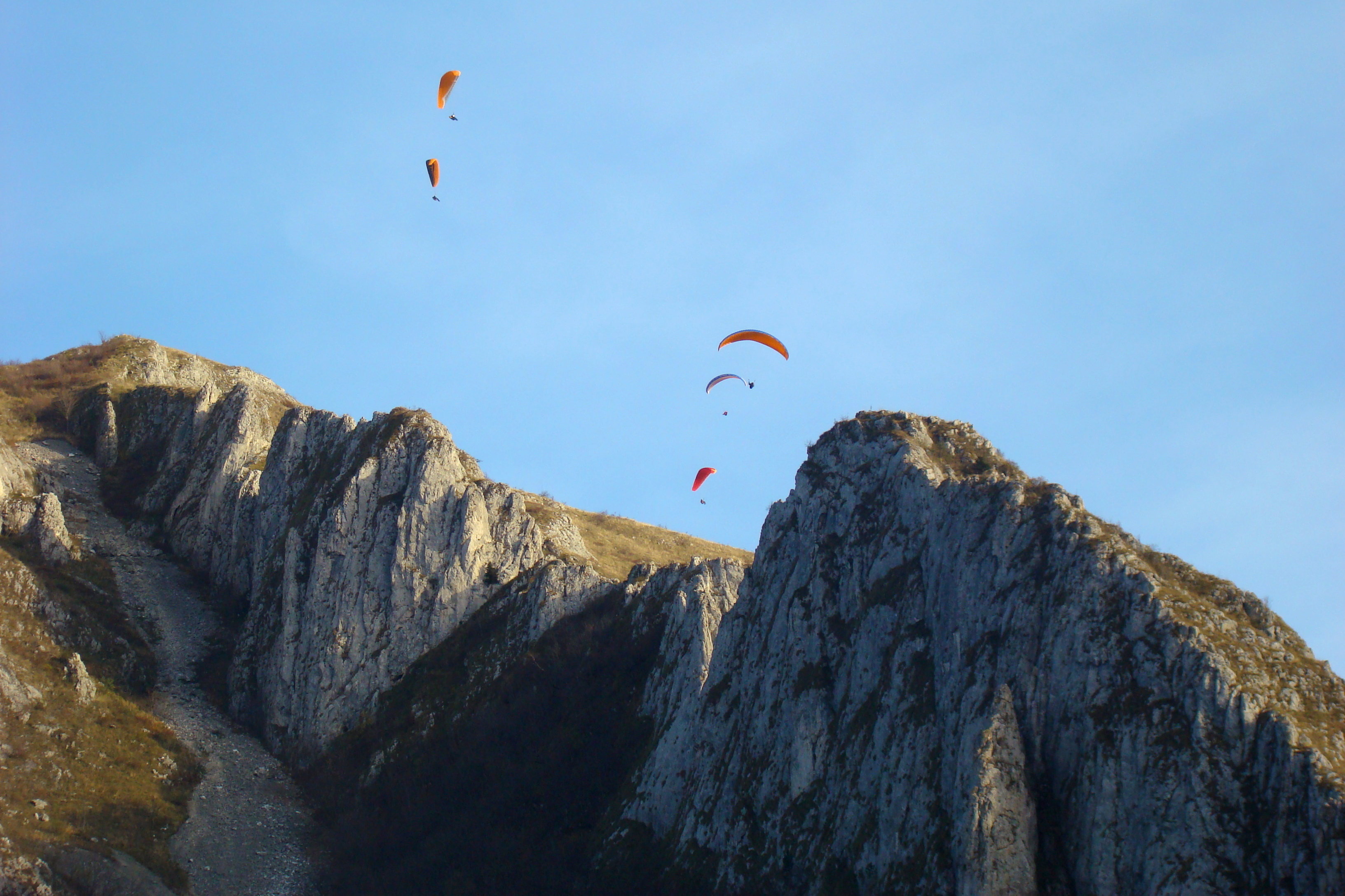
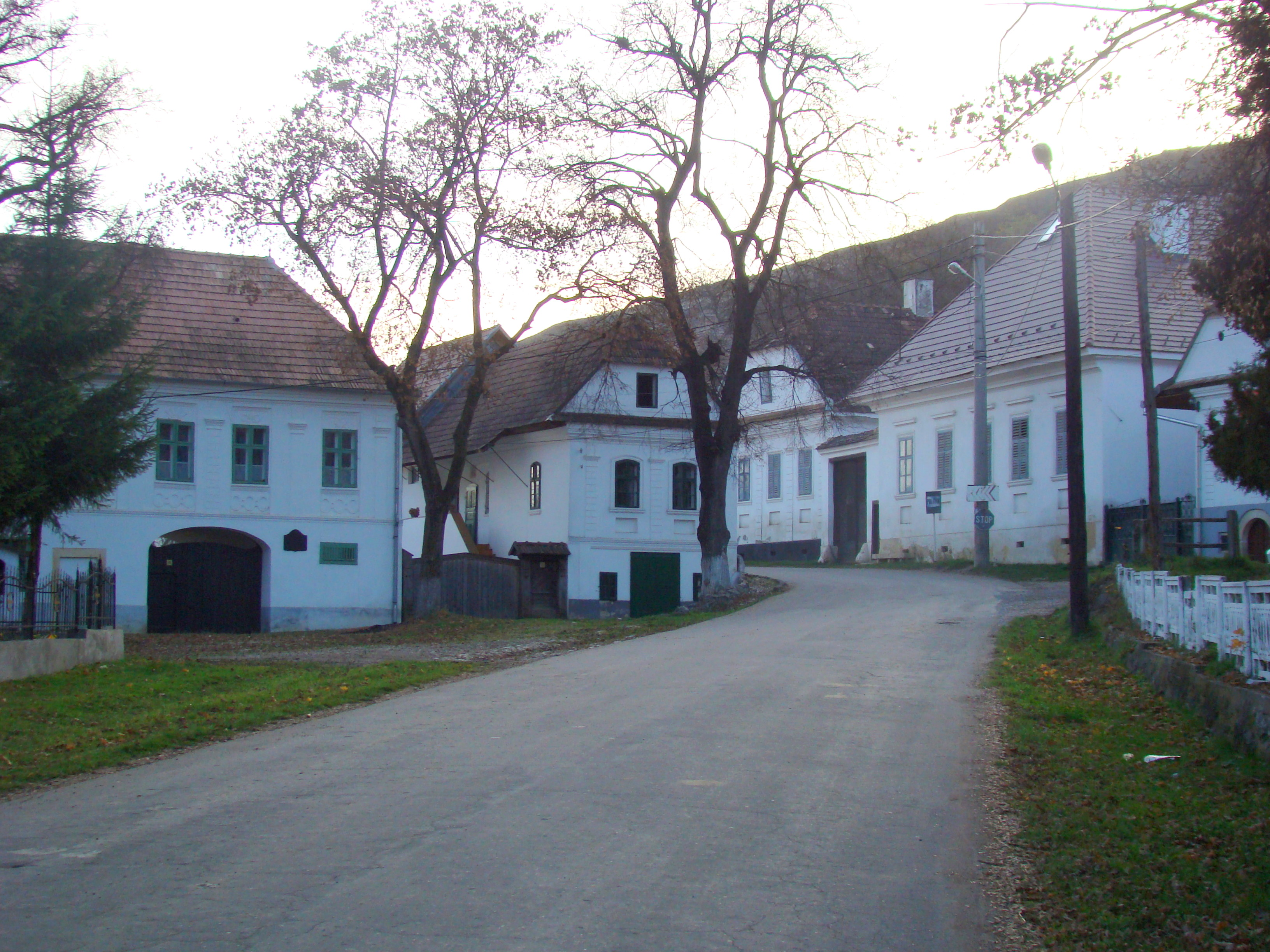
Situl rural Rimetea
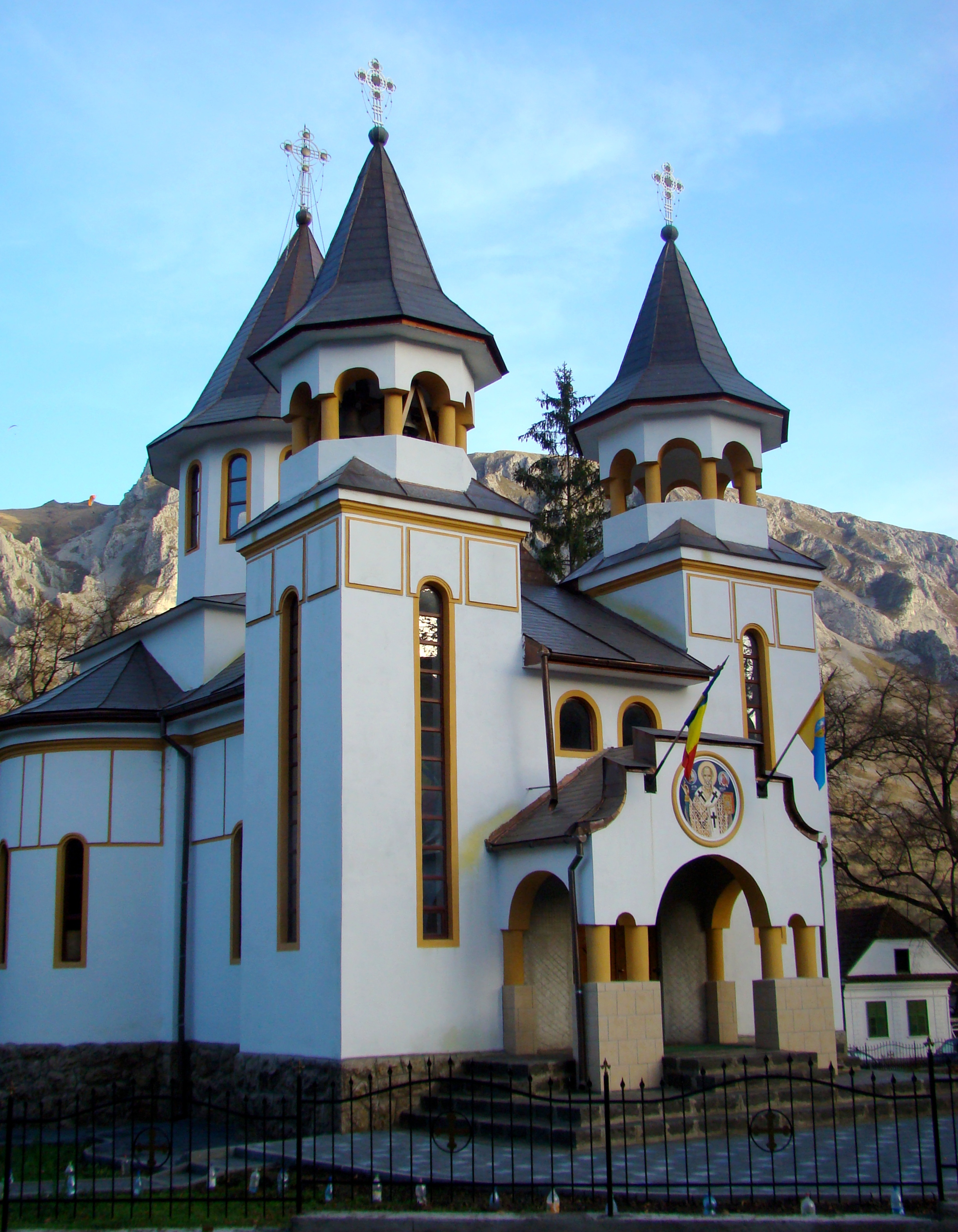
Biserica ortodoxă
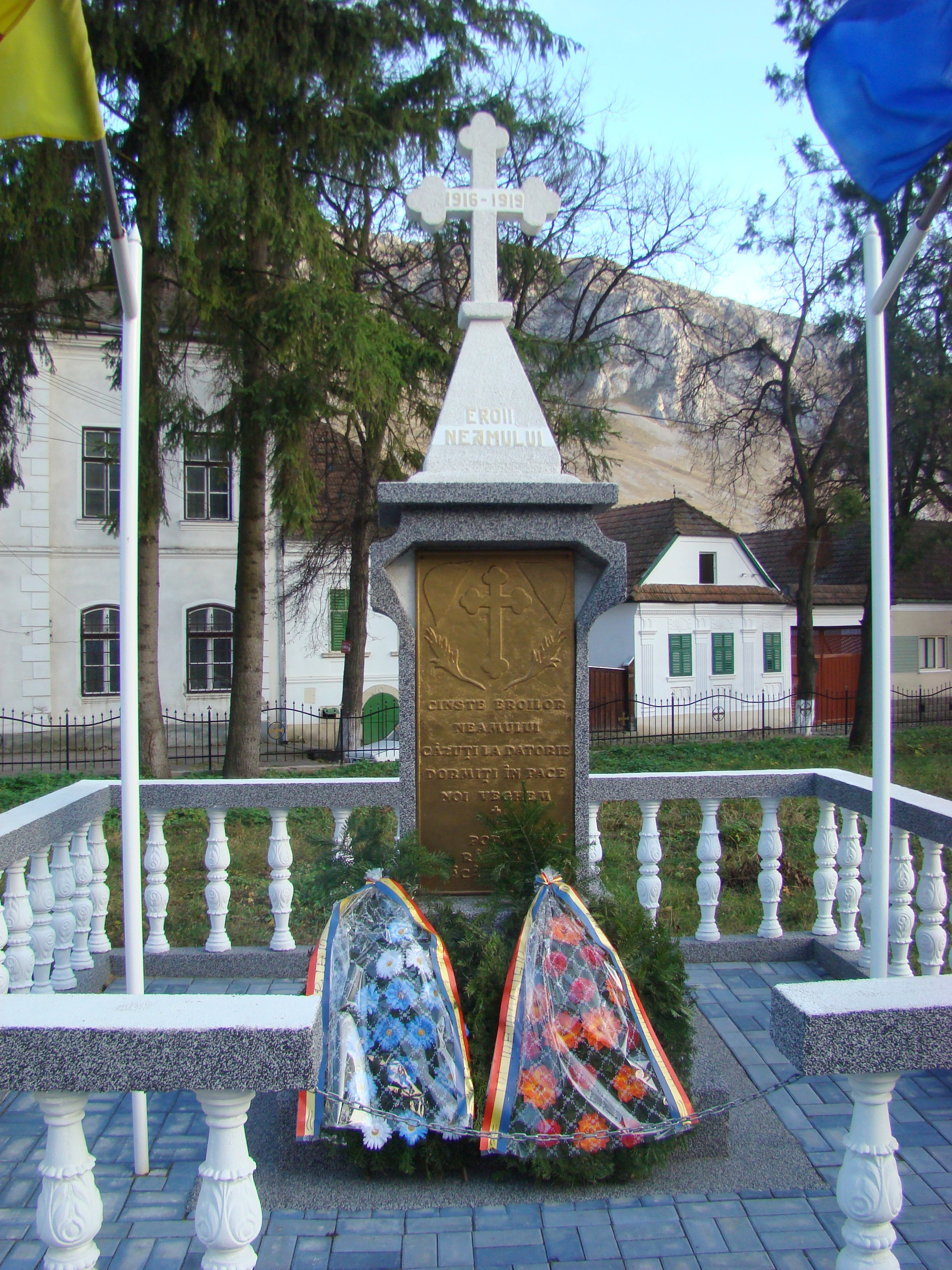
Monumentul eroilor
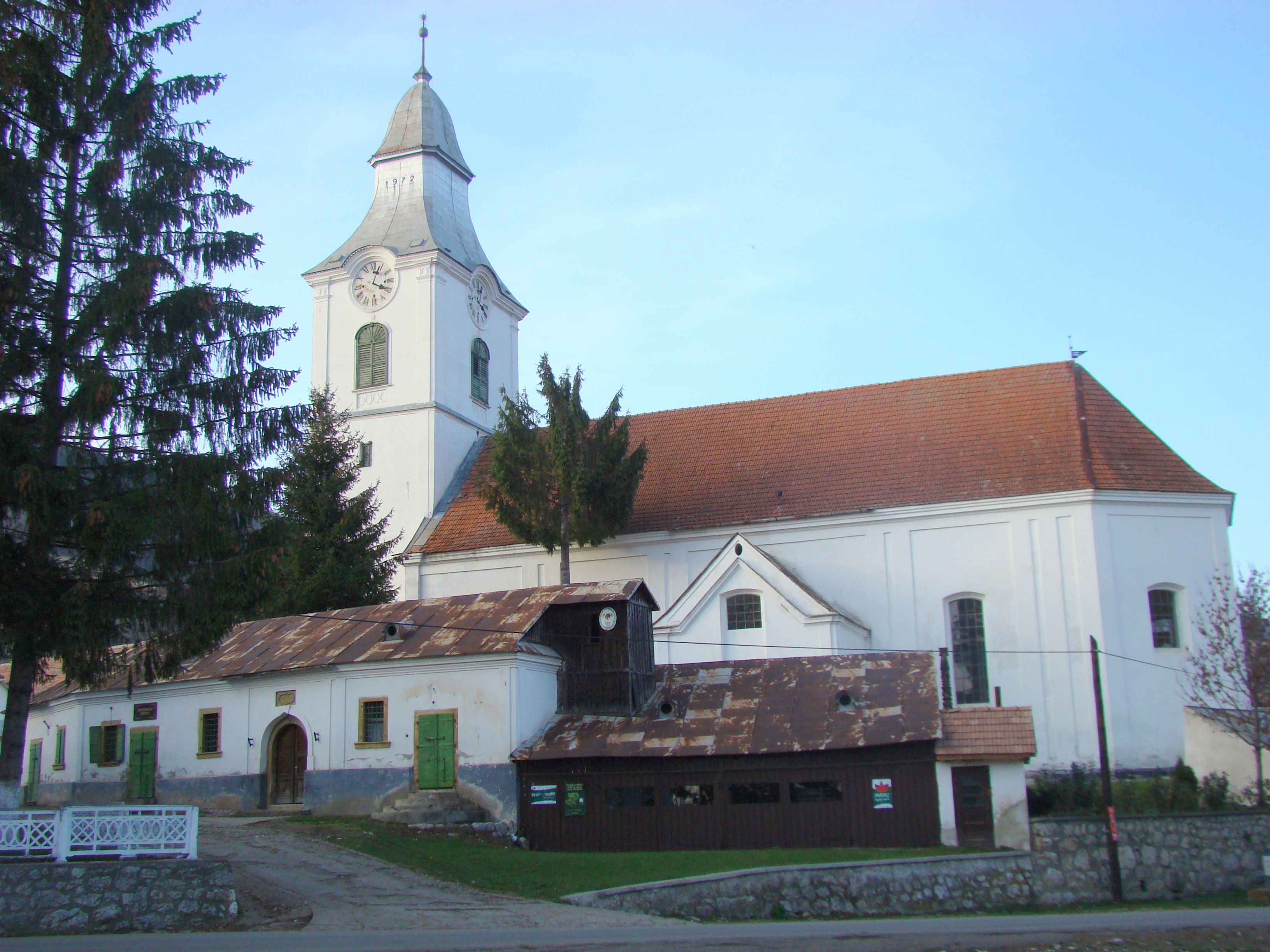
Biserica unitariană
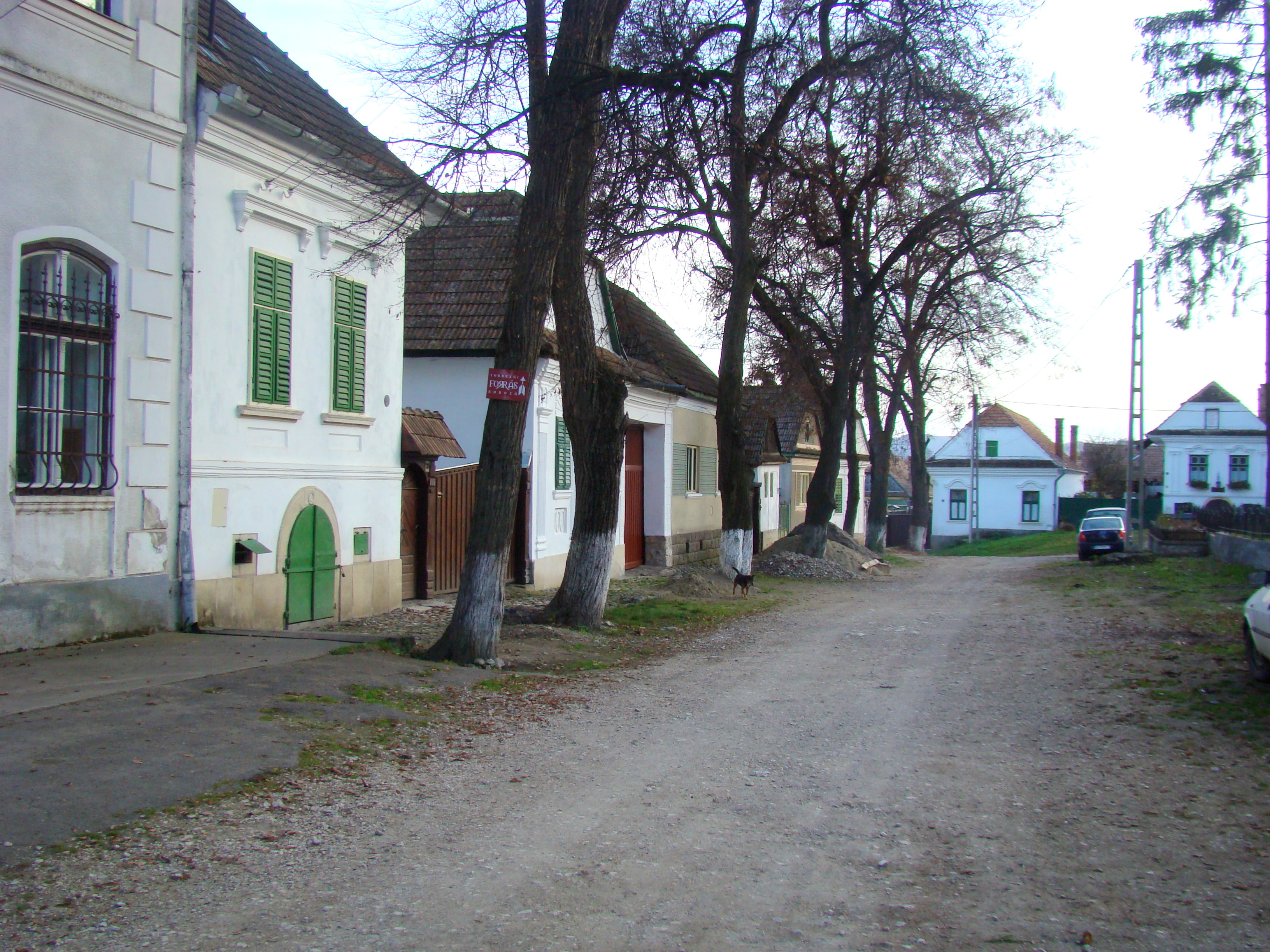
Situl rural Rimetea